# Walter Laub
Walter Laub (* 15. Dezember 1905 in Konstanz; † 19. Dezember 1983 in München) war ein deutscher Manager.

## Leben
Laub war Vorstandsmitglied der Rhein-Main-Donau AG und der Obere Donaukraftwerke AG. Zudem gehörte er dem Aufsichtsrat der Donaukraftwerk Jochenstein AG an.

## Ehrungen
- 1973: Großes Verdienstkreuz der Bundesrepublik Deutschland[2]

## Schriften
- Die Staustufe Jochenstein. Frankfurt/M.: Verl. Der Volkswirt, 1955.